# 抗米勒管激素
抗米勒管激素（anti-Müllerian hormone，AMH）又稱米勒管抑制激素（Müllerian-inhibiting hormone，MIH）、抗穆勒氏管激素，是一种由睾丸支持细胞或卵巢窦前卵泡和小窦卵泡合成的一种糖蛋白激素，其主要生理功能是在性腺分化过程中抑制米勒管发育，也能调节卵泡发育，参与卵泡生长过程。抗米勒管激素可反映窦前和窦卵泡的数量及功能，青春期达高峰，后逐渐降低直至绝经期，一般用作卵巢储备功能的重要标志物。
血液中AMH值不隨月經周期、其他女性激素消長、有無懷孕、有無服用避孕藥等而變動，在任何時期抽血數值均穩定。
临床上以它來作為卵巢储备功能（ovarian reserve）或卵巢功能指標之一，可以用來預測懷孕率來辅助生殖应用、早期发现卵巢疾病、评估疾病发展及预后。